# Бил, Фрэнсис
Фрэнсис Бил (англ. Francis Beale) (floruit 1656) — английский писатель.

## Биография

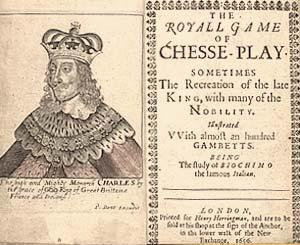
Руководство Джоакино Греко, изданное Фрэнсисом Билом в 1656 году.

Был принят студентом в Колледж Святого Иоанна в 1640, получил степень бакалавра гуманитарных наук в Колледже Магдалины в 1644. Является автором книги по шахматам «Royall Game of Chesse Play, sometimes the Recreation of the late King with many of the Nobility, illustrated with almost one hundred Gambetts, being the study of Biochimo, the famous Italian». На обложке выгравирован король Карл I, выгравированный Питером Стентом, образует фронтиспис тома, посвящение адресовано Монтегю Берти, 2-му графу Линдси. Книга переведена с рукописного произведения Джоакино Греко о шахматах. Впоследствии произведение было переиздано в 1750, и снова в 1819 с примечаниями Уильяма Льюиса.